# Gudrun Åhlberg-Kriland
Gudrun Solveig Kersti Åhlberg-Kriland, född 1 juni 1921 i Ulrika Eleonora församling, Stockholm, död 10 mars 2014 i Västermalms församling, Stockholm, var en svensk skulptör och målare.
Gudrun Åhlberg-Kriland gifte sig 1944 med konstnären Gösta Kriland men äktenskapet upplöstes senare vid en skilsmässa. Från 1953 var hon gift med Bo Holmstedt till hans död 2002. Hon studerade konst i Stockholm och England. Tillsammans med Bruno Snygg ställde hon ut på Galerie Æsthetica i Stockholm 1951 och tillsammans med Sven Olof Rosén och Nils Nixon ställde hon ut i Hägersten. Hon medverkade i Nationalmuseums Unga tecknare, utställningen Surrealistisk manifestation på Expo i Aleby samt samlingsutställningar i Örebro, Skara och Vara. Hennes bildkonst består av landskapsmålningar från Stockholm och Arild i Skåne samt emaljmålningar och teckningar för den svenska dagspressen. Åhlberg-Kriland är representerad vid Moderna museet i Stockholm  och Länsmuseet Gävleborg. Hon är gravsatt i minneslunden på Kungsholms kyrkogård.